# デガルドルワ寺院
デガルドルワ寺院寺院（Degaldoruwa Temple）はスリランカ中部州キャンディ郊外に位置する寺院。
1771年に、当時の王により建設された石窟寺院で内部にはキャンディ王朝期の様式による壁画が描かれている。